# تنولة
تنولة قرية في ناحية حربة تين نور التابعة لمنطقة حمص في محافظة حمص. تقع غرب مدينة حمص.